# Caserío Aristizabal
El caserío Aristizabal en Ezquioga-Ichaso (provincia de Guipúzcoa, España) está situado en una suave ladera de Itsaso. 

## Descripción
La edificación es de planta rectangular con cubierta de madera a dos aguas, con gallur perpendicular a la fachada principal. Consta de dos plantas.
La fachada principal, orientada al sureste, está construida en mampostería con esquinales de sillar de piedra arenisca. Los paños de mampostería están enfoscados y encalados. Tres arcos iguales y regulares de cortas dovelas están asimismo construidos en piedra sillar similar al resto de la fachada. Sobre estos arcos, a la altura de la primera planta, se abren, en el centro, dos ventanas que presentan marcos de madera. Dichos arcos dan paso a un amplio vestíbulo, del cual se accede al interior del caserío. En los laterales se abren también varios huecos de ventana desiguales. Las fachadas suroeste y noreste, construidas también en mampostería, se hallan enfoscadas y encaladas. La fachada noroeste (trasera) presenta una rampa de acceso directo a la primera planta, construida en hormigón. Tres ventanas con marco de madera y una puerta asimismo de madera se abren en la citada primera planta. Sobre éstas el largo alero que cubre el edificio en esta parte está sostenido por cinco largas tornapuntas. También esta fachada está encalada.
El interior de este caserío se mantiene sobre once postes enterizos de madera de roble. La primera crujía se conforma de dos bernias centrales de lagar gótico y dos postes laterales. La tercera crujía está conformada también con las dos bernias centrales de la parte trasera del lagar gótico y dos postes laterales. En la primera planta, que es a la vez desván, presenta vigas y tornapuntas dobles de gran sección y con las cabezas en parte talladas en el sector SW del edificio. En dicho sector se sitúa, en planta baja y primera, la vivienda actual de los moradores. En el desván, aprovechando dos postes de la primera crujía, existen dos líneas de agujeros con varios bulones de madera que servían como telar para confeccionar hilo para tejer.